# ليلة رأس السنة (فلم)
ليلة رأس السنة  (بالإنجليزية: New Year's Eve) هو فيلم رومانسية وكوميديا أمريكي 2012 من إخراج غاري مارشل.

## طاقم التمثيل
- جيمس بيلوشي
- هالي بيري
- جيسيكا بيل
- سارة بولسون
- جون بون جوفي
- أبيجيل برسلين
- روبرت دي نيرو
- جوش دوهامل
- زاك إيفرون
- كارلا جوجينو
- كاثرين هيغل
- أشتون كوتشر
- لوداكريس
- ليا ميشيل
- أليسا ميلانو
- سارة جيسيكا باركر
- ميشيل فايفر
- ياردلي سميث
- هيلاري سوانك
- صوفيا فيرغارا
- جون ليثغو
- ماثيو برودريك
- راسل بيترز
- مايكل بلومبيرغ

## وصلات خارجية
- مقالات تستعمل روابط فنية بلا صلة مع ويكي بيانات